# 甑山犬
甑山犬（こしきやまいぬ）とは、日本の鹿児島県の甑島列島原産の日本犬の一種である。西郷隆盛が愛した薩摩犬の先祖に当たる犬種でもあるが、現在は絶滅寸前か絶滅状態であるといわれている。

## 歴史
古くから甑島列島に土着しているヤマイヌのような犬種で、異論はあるが縄文時代ごろに日本列島にいた縄文犬が離島という他地域から隔離された環境にいた事によって純血を守り、弥生時代に日本に渡来してきた縄文犬と形質の異なる弥生犬との異種交配が行われずに独自の犬種として発展して出来たものと考えられている。主に縄文犬と同様に狩猟のために使われていた事が確認されているが、ほとんどは半野生生活を行っていたといわれている。
古来から番犬として重宝されており、山狩りをして仔犬を持ち帰ってそれを育てていた。ただし、親犬が夜に仔犬を取り戻しに来たこともあった。
甑島から薩摩地方に甑山犬が持ち出されて番犬として使役されたものが薩摩犬となったとされる。
一方で甑山犬は度重なる捕獲や島の開発に伴う環境破壊、小動物などの獲物が減少したことによって数を減らしていった。上甑島では捕獲された犬が、当時の内閣総理大臣であった岸信介に献上されたものを最後に甑山犬の噂がなくなり、その前後に絶滅したと思われる。
下甑島では第二次世界大戦直後までかなりの頭数が生息していた。しかし、海軍防衛隊が置き去りにした2頭のジャーマン・シェパード・ドッグが野生化して甑山犬の群れに混ざった。内1頭の雄が群れの長となったことによって甑山犬との混血は進み、胸の部分に白毛を持つ雑種の山犬が現れた。
1965年（昭和40年）頃に純粋なものは姿を消し、島外からの猟犬が入ってきたことにより雑種化はより進行していった。また、雑種化した犬も開発による自然破壊の変化によって姿を消していった。
椋鳩十が描いた児童文学「孤島の野犬」は甑山犬を題材にしたもので、下甑島にはその野犬像がある。また、現地では甑山犬の血を引く犬が確認されている。

## 特徴
ニホンオオカミによく似ていたとされる。耳と尾は立っていて、野生的な鋭い目をしていた。美しい毛並みも持っており、野生の風格ともいえる精悍さを備えていた。